# Haaz Sleiman
Haaz Sleiman (/ˈhɑːz ˈsleɪmən/; tiếng Ả Rập: هاز سليمان; sinh ngày 1 tháng 7 năm 1976) là một diễn viên người Mỹ gốc Liban. Một số vai diễn đáng chú ý của anh bao gồm Tarek trong The Visitor (2007) và Chúa Giê-su trong Killing Jesus bên cạnh một số phim truyền hình khác.

## Sự nghiệp
Haaz Sleiman sinh ra và lớn lên ở Liban. Anh chuyển đến Hoa Kỳ khi anh 21 tuổi và tiếp tục đóng phim, truyền hình và sân khấu.
Năm 2006, Sleiman đóng vai một người lính Mỹ ở Iraq trong loạt phim ER của NBC và cùng năm đó, anh đã định kỳ đóng vai một tỷ phú Ả Rập trong loạt phim Company Town của CBS.  Anh đã đóng vai nghi phạm khủng bố Heydar trong ba tập năm 2007 của loạt phim 24 của FOX  và xuất hiện trên cả NCIS và Veronica Mars vào năm 2007.
Anh đóng vai Tarek, một người nhập cư Syria không có giấy tờ trong bộ phim độc lập năm 2007 được giới phê bình đánh giá cao The Visitor, một bộ phim truyền hình do Tom McCarthy đạo diễn. Bộ phim đã được đề cử cho Giải thưởng của Hiệp hội Diễn viên Màn ảnh và Giải thưởng Viện hàn lâm. Sleiman cũng có những vai nhỏ trong bộ phim American Dreamz năm 2006 và bộ phim AmericanEast năm 2007.
Sleiman đóng vai y tá đồng tính Mohammed "Mo-Mo" De La Cruz trong mùa đầu tiên của loạt phim hài đen tối Nurse Jackie của Showtime, công chiếu vào tháng 6 năm 2009.
Năm 2011, Sleiman đóng vai Omar, một nhà hoạt động người Palestine, trong mini-series The Promise của Channel 4.
Sleiman cũng đóng vai Kasim Tariq trong chương trình Nikita của kênh truyền hình CW Network; anh xuất hiện trong hai tập.
Sleiman đóng vai bác sĩ Rabia, một bác sĩ đồng tính người Syria trong Channel 4, The State.
Năm 2013, Sleiman bắt đầu với vai nhân vật chính trong vở nhạc kịch Off-Broadway ngắn ngủi Venice.

## Đời tư
Vào ngày 22 tháng 8 năm 2017, Sleiman đã công khai mình là người đồng tính thông qua một video trên mạng xã hội Facebook.

## Danh sách phim

### Điện ảnh
| Năm  | Tên                          | Vai                | Ghi chú |
| ---- | ---------------------------- | ------------------ | --- |
| 2004 | The Ski Trip                 | Tyson              | |
| 2006 | American Dreamz              | Mujeheddin Captain | |
| 2006 | The Fourth Estate            |                    | Phim ngắn |
| 2007 | The Visitor                  | Tarek              | Đề cử — Giải Boston Society of Film Critics - Dàn diễn viên xuất sắc nhất Đề cử — Giải Gotham Independent Film - Dàn diễn viên xuất sắc nhất Đề cử — Giải Independent Spirit Award - Nam phụ xuất sắc nhất Đề cử — Online Film & Television Association - Nam diễn viên xuất sắc nhất |
| 2007 | Futbaal: The Price of Dreams | Ace                | |
| 2008 | AmericanEast                 | Slick Ali          | |
| 2011 | Dorfman in Love              | Cookie             | |
| 2012 | Highland Park                | Ali Rasheed        | Video theo yêu cầu |
| 2015 | Those People                 | Tim                | |
| 2015 | Ideal                        | Nhiếp ảnh gia      | Phim ngắn |
| 2016 | Offer and Compromise         | Scott              | |
| 2019 | Love & Debt                  | Scott              | |
| 2019 | 3022                         | Thomas Dahan       | |
| 2020 | Breaking Fast                | Mo                 | |
| 2021 | The Eternals                 | Chồng của Phastos  | Hậu kỳ |